# HaMoshava-Stadion
Das HaMoschava-Stadion (hebräisch אִצְטַדְיוֹן הַמּוֹשָׁבָה Itzṭadjōn haMōschavah, deutsch ‚Stadion der (An)Siedlung‘, sinngemäß in Anlehnung daran, dass Petach Tiqwah als Mutter neuzeitlicher jüdischer Siedlungen im Heiligen Land gilt) ist ein Fußballstadion in der israelischen Stadt Petach Tikwa. 

## Geschichte
Seit seiner Eröffnung im Dezember 2011 ist es die Heimstätte der israelischen Fußballvereine Hapoel Petach Tikwa und Maccabi Petach Tikwa, die vorher im Petach-Tikwa-Municipal-Stadion spielten. Bei der Eröffnung hatte das Stadion eine Kapazität von 11.500 Plätzen, in weiteren Ausbaustufen soll die Kapazität auf 16.000 bis 20.000 Plätze erweitert werden.
Für die Architektur des Stadions ist die israelische Architekturfirma GAB (Goldschmidt Arditty Ben Nayin) verantwortlich. Die Firma ist ebenfalls zuständig für die Renovierung des Netanja-Stadions. Die Baukosten belaufen sich auf geschätzte 36 Millionen Euro. 
Die Fans von Hapoel Petach Tikwa hatten 2010 eine Petition aufgesetzt, damit das Stadion nach dem ehemaligen Spieler und Trainer Nahum Stelmach, der 1999 verstarb, benannt werden solle. Die Anhänger von Maccabi Petach Tikwa forderten das Stadion nach Shmuel Ben Dror, dem ehemaligen Kapitän von Maccabi und Spielführer der israelischen Fußballnationalmannschaft, zu nennen. Dies lehnte der Bürgermeister der Stadt ab.

## Galerie

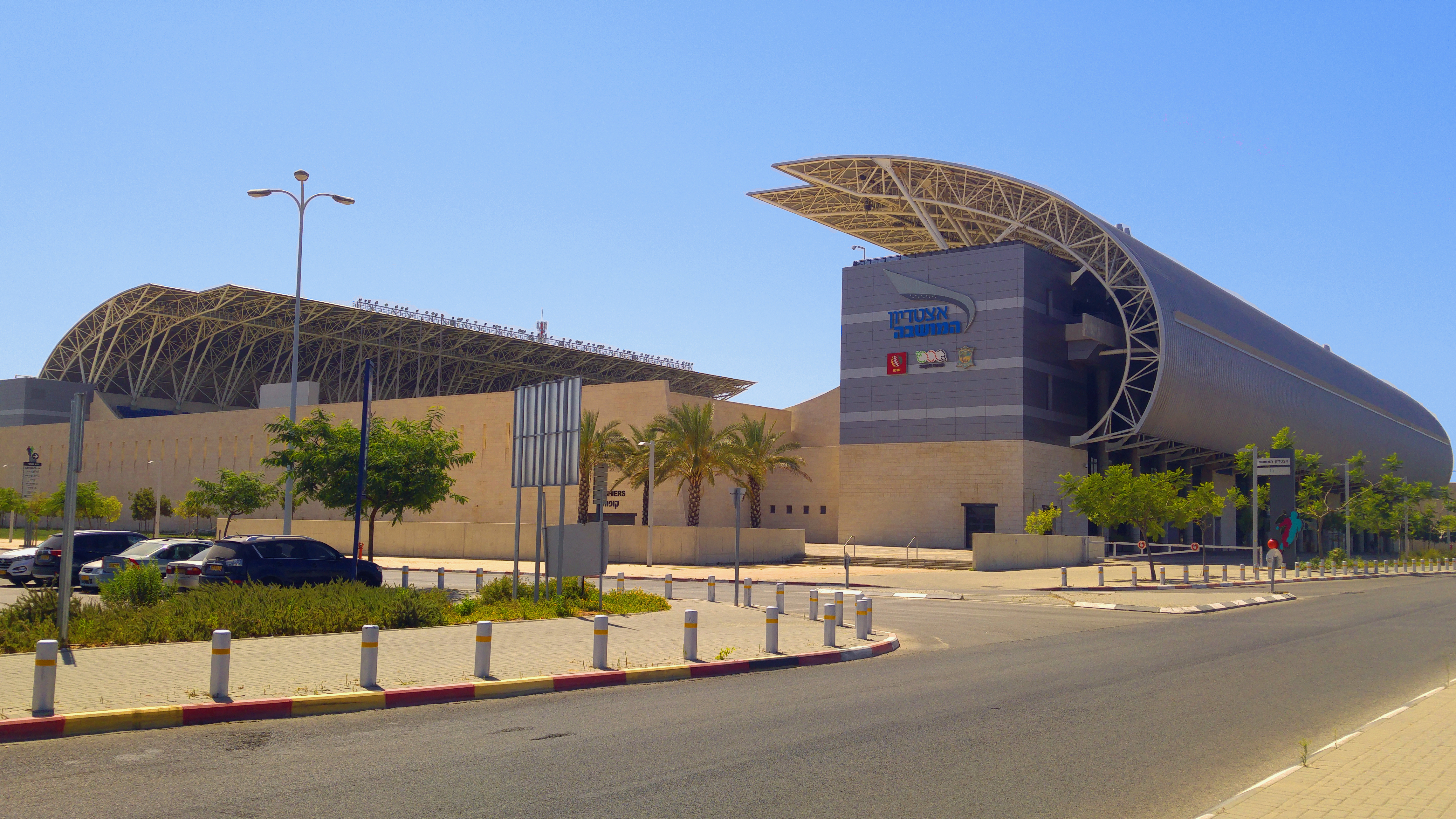
HaMoshava-Stadion (2016)
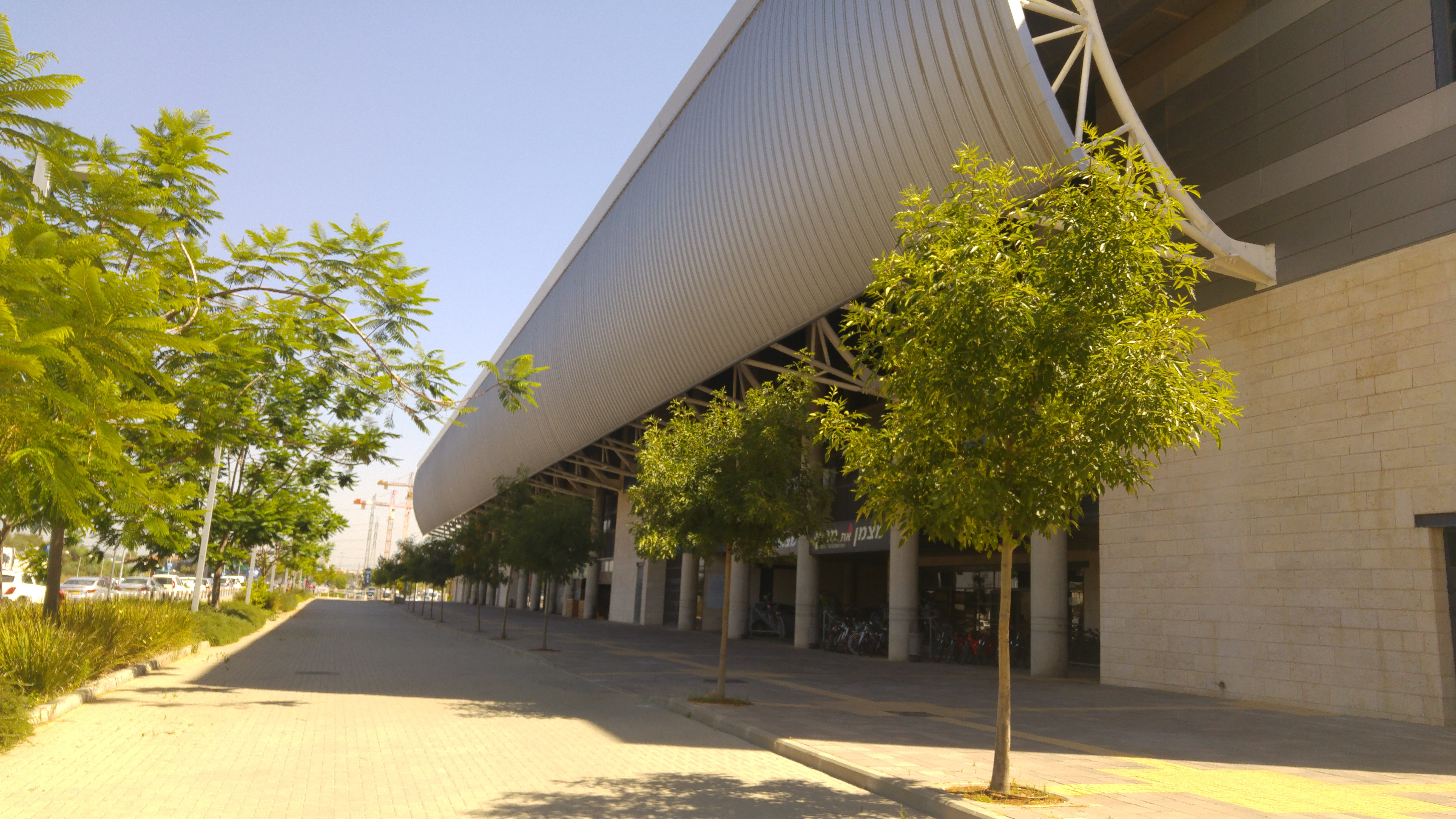
HaMoshava-Stadion (2016)